# 加藤諒
加藤諒（日语：加藤 諒，1990年2月13日—），日本男演員、藝人，出生於靜岡縣。畢業自多摩美術大学，隸屬於CUBE事務所。

## 演藝簡歷
2000年，時年10歲的加藤諒因出演綜藝節目《明石家秋刀魚大先生》而正式出道。
隨後，他在電影《重金搖滾雙面人》，以及電視劇《學校的階梯》、《總在哭泣》、《怪盜偵探_山貓》中出任配角，開始獲得一定的知名度。

## 演出作品

### 電視動畫
2019年
- 皿三昧（箱田收丸、貓山毛吉、基斯·莫托克雷）

### 電視劇
2016年
- 真田丸 (石合十藏：真田信繁之女末的丈夫)

2021年
- 涅墨西斯

2023年
- ONE DAY

2024年
- 科搜研之女24

### 電影
2014年
- 人狼游戏 野兽阵营

2023年
- 涅墨西斯：黃金螺旋之謎

## 外部連結
- 官方网站（日語）
- 加藤諒的X（前Twitter）
- 加藤諒官方LINE